# Weihnachten mit den Flippers
Weihnachten mit den Flippers – siedemnasty album muzyczny niemieckiego zespołu Die Flippers wydanego w roku 1987. Tym razem płyta została wydana z piosenkami w tonacji świątecznej.

## Lista utworów
1. O du fröhliche – 2:54
2. Alle Jahre wieder – 1:57
3. Vom Himmel hoch da komm ich her – 2:59
4. Kommet, ihr Hirten – 2:26
5. Kling, Glöckchen, kling – 3:18
6. Süßer die Glocken nie klingen – 3:21
7. O Tannenbaum – 2:27
8. Stille Nacht – 3:22
9. Es ist ein Ros´entsprungen – 2:52
10. Morgen; Kinder wird´s was geben – 1:34
11. Schlittenfahrt (Jingle Bell´s) – 2:33
12. Aber Heidschi Bum Beidschi – 3:48
13. Am Weihnachtsbaum die Lichter brennen – 2:56
14. Leise rieselt der Schnee – 3:23